# Hafida Izem
Hafida Izem (* 20. April 1979) ist eine marokkanische Marathonläuferin.
2002 gewann sie den Bari-Marathon, 2003 wurde sie Vierte beim Rom-Marathon und siegte beim Prato-Marathon.
Zu Beginn der Saison 2004 gewann sie das Rennen Roma – Ostia. Mit Siegen beim Treviso-Marathon und beim Neapel-Marathon qualifizierte sie sich für die Olympischen Spiele in Athen, bei denen sie den 27. Platz belegte.
2006 wurde sie Dritte beim Frankfurt-Marathon und 2007 Fünfte bei den 20 van Alphen.

## Persönliche Bestzeiten
- Halbmarathon: 1:10:39 h, 29. Februar 2004, Ostia
- Marathon: 2:31:30 h, 29. Oktober 2006, Frankfurt am Main